# Thurton
Thurton är en ort och civil parish i Storbritannien.   Den ligger i grevskapet Norfolk och riksdelen England, i den sydöstra delen av landet, 160 km nordost om huvudstaden London. Thurton ligger 12 meter över havet och antalet invånare är 567.
Terrängen runt Thurton är platt. Runt Thurton är det ganska tätbefolkat, med 124 invånare per kvadratkilometer. Närmaste större samhälle är Norwich, 12,1 km nordväst om Thurton. Trakten runt Thurton består till största delen av jordbruksmark.